# Ophiogomphus
Ophiogomphus (Ophiogomphus) är ett släkte i insektsordningen trollsländor som tillhör familjen flodtrollsländor. Det finns omkring 29 arter i släktet, i Nordamerika, Europa och Asien. I Sverige representeras släktet av en art.

## Arter
- Ophiogomphus acuminatus
- Ophiogomphus anomalus
- Ophiogomphus cecilia
- Ophiogomphus edmundo
- Ophiogomphus howei
- Ophiogomphus incurvatus